# Romano Cocchi
Romano Cocchi, noto anche con lo pseudonimo di Adami (Anzola dell'Emilia, 6 marzo 1893 – Buchenwald, 28 marzo 1944), è stato un sindacalista, giornalista e antifascista italiano.

## Biografia
Abbandonati gli studi religiosi in seminario, nel 1915 si trasferì in provincia di Cremona e divenne uno stretto collaboratore di Guido Miglioli, sindacalista e deputato cattolico. Cocchi aderì alle idee dell'ambiente "migliolino", riunito intorno al periodico L'Azione, impegnandosi nella lotta a favore dei diritti dei braccianti agricoli.
Nel 1919 si iscrisse al Partito Popolare Italiano collocandosi nell'ala di sinistra ("estremista") del partito, che riteneva fossero necessarie riforme di ampio respiro per garantire maggiori diritti ai lavoratori. Nello stesso anno si trasferì in provincia di Bergamo ed entrò a far parte dell'Ufficio del Lavoro, il locale sindacato cattolico. Tra l'estate 1919 e il giugno del 1920, nel corso del biennio rosso, Cocchi portò avanti diversi scioperi per i lavoratori bergamaschi e riuscì ad ottenere per loro forti aumenti salariali. Questa intensa attività di scioperi e agitazioni preoccupò il vescovo e il timore aumentò dopo che Cocchi, insieme al "migliolino" Giuseppe Speranzini, organizzò a Bergamo un congresso dei "gruppi di avanguardia" del Partito Popolare, strumento pensato per far prevalere l'ala estremista all'interno del partito.
A seguito di questi eventi, nel giugno 1920 Cocchi fu licenziato dall'Ufficio del Lavoro. Fondò un nuovo sindacato cattolico, l'Unione del Lavoro, e continuò ad assistere i lavoratori bergamaschi. Nel febbraio 1921 l'Unione del Lavoro fu espulsa dalla Confederazione Italiana dei Lavoratori e Cocchi fu estromesso dal Partito Popolare. Successivamente, insieme a Speranzini e altri sindacalisti espulsi dal PPI, fondò il Partito Cristiano del Lavoro, che ottenne però un risultato sfavorevole alle elezioni del maggio 1921. Dopo questa esperienza Cocchi si iscrisse al Partito Socialista Italiano, aderendo alla corrente di Giacinto Menotti Serrati e fondendo il suo sindacato con la Camera del Lavoro di Bergamo.
All'indomani del delitto Matteotti, Cocchi fu al centro di due mancati tentativi di catturare Mussolini. Il primo - che avrebbe dovuto essere sostenuto da un centinaio di ex combattenti, condotti anche da Carlo Sforza, Tito Zaniboni, Giuseppe Donati, Alfredo Morea, Enrico Tulli, Riccardo Lombardi, Aldo Vergano, Guido A. Grimaldi e Carlo Silvestri, fallì perché subordinava l'operazione all'assenso del re. Il secondo tentativo sarebbe poi stato organizzato qualche tempo dopo - stavolta dai soli Enrico Tulli, Romano Cocchi, Riccardo Lombardi e Carlo Silvestri - ma abortì quando Filippo Turati volle sottoporlo a Giovanni Amendola e questi si oppose in nome della linea esclusivamente legalitaria decisa all'Aventino.
Nel settembre 1922 lasciò il territorio bergamasco e si trasferì a Milano, dove si dedicò all'attività di giornalista per il periodico socialista Pagine Rosse. Nel 1924 seguì Serrati nel Partito Comunista d'Italia: divenne redattore dell'Unità e direttore de Il Seme, rivista dell'Associazione nazionale dei contadini. Quest'ultimo ruolo, come anche la scrittura dell'opuscolo Lettera ai contadini bianchi d'Italia, gli furono assegnati in base all'esperienza sindacale maturata nel decennio precedente.
Nel 1925 Cocchi fu arrestato a Roma insieme ad altri esponenti del PCdI: nel '26 fu assegnato a cinque anni di confino, ma era nel frattempo espatriato in Jugoslavia. Nel 1927 fu condannato in contumacia a 12 anni di carcere per incitamento all'insurrezione.
Nel frattempo Cocchi si era spostato in Francia, dove continuò ad operare per il suo partito. Fece parte del Comitato Centrale, diresse la sezione italiana del Soccorso Rosso e svolse attività di propaganda tra i lavoratori italiani emigrati in Francia, dove fu espulso nel 1928, e in Svizzera, da cui fu allontanato nel 1933. Ritornato in Francia, a partire dal 1937 la sua attività principale fu la direzione dell'Unione Popolare Italiana, un nuovo organismo per riunire i lavoratori italiani in territorio francese. Vista la sua precedente esperienza nel Partito Popolare, fu anche incaricato nel 1936 di prendere contatti con Luigi Sturzo a Londra, nel quadro di una strategia di dialogo con i cattolici.
Nel 1939 Cocchi condannò il Patto Molotov-Ribbentrop e questo portò alla sua espulsione dal partito. Durante la guerra rimase in Francia e ottenne l'approvazione del primo ministro francese Daladier per fondare con Sante Garibaldi, nipote di Giuseppe Garibaldi, una legione di combattenti italiani. Con questo gruppo partecipò alla Resistenza francese, ma fu catturato nel 1943. Deportato nel campo di concentramento di Buchenwald, morì nel marzo del 1944.

## Opere
- Romano Cocchi, Enrico Tulli, Scandali nella Vandea clericale, Milano, Tip. Società Editrice Avanti, 1923
- Lettera ai contadini bianchi d'Italia, Milano, Edizione del consiglio internazionale dei contadini, 1924
- Anche tu devi essere un militante comunista, Paris, Imp. du Chateau d'Eau, 1934
- Adami, Il delitto Rosselli, Parigi, Unione Popolare Italiana, 1937
- Adami, Visite aux volontaires de la liberté: une délégation du Comité international d'aide au peuple espagnol sous la présidence du camarade Nolla représentant du Front populaire d'Espagne, à visitè les fronts de la liberté et les volontaires des Brigades internationales, Parigi, Comité international d'aide au peuple espagnol, 1937
- Amitié franco-italienne: des journées de septembre à la commission Ciano, Parigi, Comité d'amitié franco-italienne, 1938
- Amitié franco-italienne: des journees de septembre aux revendications antifrancaises du fascisme, concernant Tunis, la Corse..., Parigi, Comité d'amitié franco-italienne, 1939